# Çıvgalar, Korkuteli
Çıvgalar là một xã thuộc huyện Korkuteli, tỉnh Antalya, Thổ Nhĩ Kỳ. Dân số thời điểm năm 2011 là 110 người.